# Darío Corbeira
Darío Corbeira López, (Madrid, 4 de enero de 1948) es un artista, profesor universitario y editor español.Tras sus inicios como parte de La Familia Lavapiés en los años setenta, en las décadas siguientes desarrolló una carrera artística y docente que le convirtió en una figura relevante del arte conceptual en España. Fundó también la editorial y plataforma artística Brumaria.

## Trayectoria
Corbeira estudió Arquitectura técnica en la Universidad Complutense de Madrid.Comenzó su carrera artística a mediados de los años setenta con el grupo La Familia Lavapiés a la vez que militaba en organizaciones de la izquierda maoísta.En los años ochenta fue jefe de la sección técnica de urbanismo y obras en el distrito de Moncloa-Aravaca del Ayuntamiento de Madrid. Entre 1992 y 2013.
Posteriormente inició su carrera en la enseñanza como profesor profesor en la Facultad de Bellas Artes de la Universidad de Salamanca donde impartió las asignaturas de Proyecto, método y análisis de la pintura, Espacios del arte y Soporte artísticos alternativas. En los años noventa fue profesor de Teoría del color en el Instituto Europeo de diseño en Madrid. Desde sus inicios estuvo involucrado con diferentes colectivos activistas y profesionales (UPA, ASAP, AMAVI, UAAV…).En 2002 comisarió para el Centro de Arte de Salamanca la exposición Comer o no Comer, un proyecto expositivo, cinematográfico y editorial sobre las relaciones entre comida y hambre a través del arte del siglo XX. La exposición fue acompañada de un libro de 500 páginas sobre las obras expuestas.
Sus exposiciones de mayor envergadura son las retrospectivas realizadas en los años 2016 y 2017, primero en el Museo MUSAC de León y posteriormente en la Principal de Tabacalera en Madrid. Ambas exposiciones incluyeron obras desde mediados de los años 70 hasta el año 2016, siendo algunas de ellas realizaciones presentadas por primera vez al público. Ha realizado actividades paralelas a sus exposiciones, como el ciclo de talleres de lectura "Las muertes de la pintura y de la clase obrera" en Permanecer mudo o mentir en Tabacalera en 2017.Su obra se encuentra en colecciones como el MNCARS, MUSAC, Artium, La Caixa o Helga de Alvear.
Corbeira fundó la plataforma Brumaria, una editorial y proyecto de teoría sobre las relaciones arte, estética, política y psicoanálisis que perseguía una visión crítica del arte contemporáneo.También publica regularmente ensayos en prensa y publicaciones especializadas y editó ¿Construir... o deconstruir? (2000), sobre la obra de Gordon Matta-Clark. 

## Libros

### Como autor
- Comer o no Comer o las relaciones del arte con la comida en el siglo XX (2002).
- Permanecer mudo o mentir (2017).

### Como editor
- ¿Construir... o deconstruir? Textos sobre Gordon Matta-Clark (2000).
- Un modo de organizar alrededor del vacío I y II (con Alejandro Arozamena Coterillo) (2011).
- Permanecer mudo o mentir. Darío Corbeira II (con Montserrat Rodríguez Garzo) (2017).